# Kévin Constant
Kévin Constant (* 10. května 1987 Fréjus) je francouzsko-guinejský fotbalový záložník. Hrál v mládežnické reprezentaci za rodnou zem Francie. Jelikož jeho matka je ze země Guinea, rozhodl se reprezentovat tuhle africkou zem. Z reprezentací Guinea odehrál jeden velký turnaj a to APN 2015.
Za svoji hráčskou kariérou se potýkal s mnoha rasistickými urážkami. V roce 2013 při ligovém zápase za AC Milán uslyšel rasistickou poznámku na svoji osobu a opustil na protest hřiště .

## Reprezentační kariéra
V A-mužstvu Guineje debutoval v roce 2007.

Zúčastnil se Afrického poháru národů 2015 v Rovníkové Guineji, kde byla Guinea vyřazena ve čtvrtfinále Ghanou po výsledku 0:3.

## Přestupy
- z Toulouse FC do LB Châteauroux zadarmo
- z LB Châteauroux do AC ChievoVerona za 250 000 Euro (hostování)
- z LB Châteauroux do AC ChievoVerona za 500 000 Euro
- z AC ChievoVerona do Janov CFC za 7 000 000 Euro
- z Janov CFC do AC Milán za 8 000 000 Euro
- z AC Milán do Trabzonspor za 2 500 000 Euro

## Statistiky
| Sezóna  | Klub            | Liga         | Liga   | Liga | Ligové poháry | Ligové poháry | Ligové poháry | Kontinentální poháry | Kontinentální poháry | Kontinentální poháry | Celkem | Celkem |
| Sezóna  | Klub            | Soutěž       | Zápasy | Góly | Soutěž        | Zápasy        | Góly          | Soutěž               | Zápasy               | Góly                 | Zápasy | Góly   |
| ------- | --------------- | ------------ | ------ | ---- | ------------- | ------------- | ------------- | -------------------- | -------------------- | -------------------- | ------ | ------ |
| 2006/07 | Toulouse FC     | Ligue 1      | 2      | 0    | -             | 0+0           | 0             | -                    | 0                    | 0                    | 2      | 0      |
| 2007/08 | Toulouse FC     | Ligue 1      | 2      | 0    | -             | 0+0           | 0+0           | -                    | 0                    | 0                    | 2      | 0      |
| 2008    | LB Châteauroux  | Ligue 2      | 13     | 1    | FP+FLP        | 0+0           | 0+0           | -                    | 0                    | 0                    | 13     | 1      |
| 2008/09 | LB Châteauroux  | Ligue 2      | 28     | 4    | FP+FLP        | 2+3           | 1+0           | -                    | 0                    | 0                    | 33     | 5      |
| 2009/10 | LB Châteauroux  | Ligue 2      | 34     | 10   | FP+FLP        | 1+1           | 1+0           | -                    | 0                    | 0                    | 36     | 11     |
| 2010    | LB Châteauroux  | Ligue 2      | 4      | 0    | -             | 0             | 0             | -                    | 0                    | 0                    | 4      | 0      |
| 2010/11 | AC ChievoVerona | Serie A      | 32     | 2    | IP            | 0             | 0             | -                    | 0                    | 0                    | 32     | 2      |
| 2011/12 | Janov CFC       | Serie A      | 21     | 1    | IP            | 2             | 0             | -                    | 0                    | 0                    | 23     | 1      |
| 2013/14 | AC Milán        | Serie A      | 25     | 0    | IP            | 0             | 0             | LM                   | 6                    | 0                    | 31     | 0      |
| 2013/14 | AC Milán        | Serie A      | 20     | 0    | IP            | 0             | 0             | LM                   | 6*                   | 0*                   | 26     | 0      |
| 2014/15 | Trabzonspor     | Süper Lig    | 14     | 0    | TP            | 2             | 0             | EL                   | 6*                   | 2*                   | 22     | 2      |
| 2015/16 | Trabzonspor     | Süper Lig    | 8      | 0    | TP            | 0             | 0             | EL                   | 3*                   | 0*                   | 11     | 0      |
| 2016    | Bologna FC 1909 | Serie A      | 7      | 0    | IP            | 0             | 0             | -                    | 0                    | 0                    | 7      | 0      |
| 2016/17 | FC Sion         | Super League | 11     | 2    | ŠP            | 2             | 0             | -                    | 0                    | 0                    | 13     | 2      |
| 2017/18 | FC Sion         | Super League | 7      | 0    | ŠP            | 1             | 0             | EL                   | 1                    | 0                    | 9      | 0      |
| 2018/19 | Tractor SC      | Pro League   | 0      | 0    | -             | 0             | 0             | -                    | 0                    | 0                    | 0      | 0      |
| Celkově | Celkově         | Celkově      | 228    | 18   | -             | 14            | 2             | -                    | 22                   | 2                    | 264    | 24     |

Poznámky
- i s předkolem.

## Úspěchy

### Reprezentační
- 1× na APN (2015)